# Isabela Onyshko
Isabela Maria Onyshko (Minnedosa, 23 giugno 1998) è una ginnasta canadese.

## Palmarès

### Giochi del Commonwealth
- 1 medaglia:
  - 1 oro (Gold Coast 2018 a squadre)

### Giochi panamericani
- 1 medaglia:
  - 1 argento (Toronto 2015 a squadre)